# Dănuț Ioan Fleacă
Dănuț Ioan Fleacă (n. 4 decembrie 1962) este un fost deputat român în legislatura 1990-1992, ales în municipiul București pe listele partidului FSN începând de la data de 31 iulie 1990, când l-a înlocuit pe deputatul Adrian Severin.